# Бетанкур на Мору
Бетанкур на Мору (фр. Béthencourt-sur-Mer) насеље је и општина у североисточној Француској у региону Пикардија, у департману Сома која припада префектури Абевил.
По подацима из 2011. године у општини је живело 1.033 становника, а густина насељености је износила 350,17 становника/km². Општина се простире на површини од 2,95 km². Налази се на средњој надморској висини од 97 метара (максималној 119 m, а минималној 75 m).

## Демографија
| 1962. | 1968. | 1975. | 1982. | 1990. | 1999. | 2011. |
| ----- | ----- | ----- | ----- | ----- | ----- | ----- |
| 1.020 | 1.120 | 1.163 | 1.074 | 1.024 | 997   | 1.033 |

График промене броја становника у току последњих година